# Zhangcaizhuang (sockenhuvudort i Kina, Shanxi Sheng, lat 39,29, long 112,33)
Zhangcaizhuang (kinesiska: 张蔡庄乡) är en sockenhuvudort i Kina. Den ligger i provinsen Shanxi, i den norra delen av landet, omkring 160 kilometer norr om provinshuvudstaden Taiyuan. Antalet invånare är 9 108. Befolkningen består av 4 427 kvinnor och 4 681 män. Barn under 15 år utgör 17,0 %, vuxna 15-64 år 71 %, och äldre över 65 år 10,0 %.
Runt Zhangcaizhuang är det ganska tätbefolkat, med 144 invånare per kvadratkilometer. Närmaste större samhälle är Xiatuanpu, 9,1 km nordost om Zhangcaizhuang. Trakten runt Zhangcaizhuang består i huvudsak av gräsmarker.
Genomsnittlig årsnederbörd är 620 millimeter. Den regnigaste månaden är juli, med i genomsnitt 184 mm nederbörd, och den torraste är december, med 3 mm nederbörd.